# Gynoplistia (Gynoplistia) tigris
Gynoplistia (Gynoplistia) tigris is een tweevleugelige uit de familie steltmuggen (Limoniidae). De soort komt voor in het Australaziatisch gebied.